# Катерина Билокур
Катерина Василевна Билокур (на украински: Катерина Василівна Білокур) е украинска художничка. Творбите ѝ стават известни в края на 30-те и 40-те години на ХХ век. Тя е обявена за Народна артистка на Украйна. Твърди се, че Пабло Пикасо, след като видял нейни творби, изложени в Париж, коментирал: „Ако имахме художничка от такова ниво, щяхме да накараме целия свят да говори за нея“.

## Биография
Нейната рождена дата е неизвестна, затова е взето решение да се празнува на 24 ноември (7 декември). Билокур е родена в село Богдановка, Полтавска губерния. 
На 6 или 7-годишна възраст Билокур се научава да чете. Семейството ѝ решава да не я изпраща на училище, за да спести пари за обувки и дрехи. Започва да рисува от малка, въпреки че родителите ѝ не гледат с добро око на това хоби и ѝ забраняват да го практикува. Билокур продължава да рисува тайно, използвайки стари парцали и въглища.
| „ | „Откраднах парче бяло платно от майка ми и взех парче въглен... Ще нарисувам нещо от едната страна на парцала, после ще се насладя на това, което съм сътворила, след това ще нарисувам нещо от другата страна... И тогава ще изпера това парче платно - и пак ще рисувам... Но този път... не нарисувах нещо, което съм виждала, а по-скоро някакви птици, които си представях... Радвах се в душата си, че успях да измисля такава нещо! Взирах се в рисунката си и се смях като луда... Тогава баща ми и майка ми ме хванаха, скъсаха рисунката ми и я хвърлиха във фурната... „Луда ли си? Какво правиш? Какво ще стане, ако други хора те видят какво правиш? Кой дявол ще се съгласи да се ожени за теб след това!..“ Но където и да отида, каквото и да правя - имам образ в главата си, който просто трябва да нарисувам, той ме следва... Обидена съм на Природата, тя беше жестока към мен, като ми даде тази огромна любов към свещеното рисуване, а след това ми отне всякакъв шанс да създам това прекрасно творение в пълната сила на моя талант!“ | “ |

Билокур рисува декорации за местен драматичен клуб, организиран от нейния съсед и далечен роднина Никита Тонконог. По-късно тя играе на сцената на този клуб.
Между 1922 и 1923 г. Билокур научава за Миргородското професионално училище по художествена керамика. Тя поема на пътешествие до Миргород с две свои рисунки: копие на картина и скица на къщата на дядо си, и двете на хартия, която купува специално за този случай. Но не я приемат в професионалното училище, тъй като няма документи, доказващи, че е завършила седем години в местното училище. Билокур е принудена да се върна у дома пеша.
Желанието да рисува никога не я напуска. По-късно тя започва да посещава драматичен клас, организиран от двама учители, които са семейна двойка, семейство Калита.
Родителите ѝ се съгласяват да участва в пиеси, но при условие, че актьорската ѝ игра няма да ѝ пречи в домакинската работа. През 1928 г. Билокур научава за Киевското театрално професионално училище и решава да опита късмета си там. Но ситуацията се повтаря: тя е отхвърлена по същата причина.
През есента на 1934 г. тя прави опит за самоубийство, като се хвърля в река Чумгак. Спасяват я, но краката ѝ са увредени от студа. След опита за самоубийство баща ѝ най-накрая се съгласява да я остави да рисува.
През пролетта на 1940 г. Билокур чува по радиото песента „Чи я в лузі не калина була“, изпълнена от оперната певица Оксана Петрусенко. Песента впечатлява Билокур толкова силно, че тя пише писмо до певицата, като прилага рисунка на калина върху парче платно. Рисунката поразява певицата и тя, след консултация с приятели – Василий Касиян и Павел Тичина – се обръща към Центъра за народно изкуство. Скоро в Полтава е получена заповед да бъде намерена Билокур в родното ѝ село Богдановка.
Владимир Хитко, който ръководи художествено-методическия съвет на регионалния Дом на народното творчество, посещава Богдановка. Той показва няколко картини на Катерина Билокур на художника Матвей Донцов в Полтава. През 1940 г. в Дома на народното творчество в Полтава е открита лична изложба на самоуката художничка от Богдановка, която по това време се състои само от 11 картини. Изложбата има голям успех и Билокур е наградена с пътуване до Москва. Придружена от Владимир Хитко, тя посещава Третяковската галерия и музея на Пушкин.
През 1944 г. Василий Нагай, директор на Държавния музей на украинското народно декоративно изкуство, посещава Богдановка и придобива редица картини от Билокур. Именно благодарение на тази покупка музеят разполага с най-добрата колекция от творби на Билокур.
През 1949 г. Билокур става член на Съюза на художниците на Украйна. През 1951 г. е наградена със „Знак на честта“ и получава званието заслужил деятел на изкуството на Украинската ССР. Три картини на Билокур – „Цар Колос“, „Бреза“ и „Колхозно поле“ – са включени в експозицията на съветското изкуство на Международната изложба в Париж (1954 г.). Тук ги вижда Пабло Пикасо, който се изказва за Билокур по следния начин: „Ако имахме художник от такова ниво, щяхме да накараме целия свят да говори за нея!“. 
През 1956 г. Билокур получава званието „Народна артистка“ на Украинската ССР. През следващите години творбите на Билокур редовно се излагат на изложби в Полтава, Киев, Москва и други градове.
Художничката се сприятелява с художници и изкуствоведи, които я разбират и уважават. Освен лични срещи, тя води дълга кореспонденция с тях от своето село Богдановка. Сред тези приятели са поетът Павел Тичина и съпругата му Лидия Петровна, изкуствоведът Стефан Таранушенко, директорът на Музея на украинското народно декоративно изкуство Василий Нагай, художниците Елена Кулчицка, Матвей Донцов, Ема Гурович и др. В Богдановка тя започва да преподава на студенти: Олга Бинчук, Тамара Ганжа и Анна Самарская.

### Последни години
През 1948 г. бащата на Катерина – Василий Билокур – умира. Известно време Катерина живее с болната си майка, а по-късно брат ѝ Григорий се премества при тях със съпругата и петте си деца. 
През пролетта на 1961 г. майката на Билокур страда от силни болки в корема и краката. Домашните средства не помагат, а селската аптека няма необходимите лекарства. В началото на юни 1961 г. 94-годишната жена умира. През същата година Билокур е откарана в Яготинската областна болница. На 10 юни тя претърпява операция, която не е успешна, и художничката умира в същия ден. Погребана е в родното си село Богдановка. Автор на надгробната плоча е скулпторът Иван Гончар.

## Творчество
Повечето от картините на Катерина Билокур са на цветя. Тя често съчетава пролетни и есенни елементи в своите творби, рисувайки една такава картина от пролетта до есента. Например шест далии в картината „Колхозното поле“ са рисувани в продължение на три седмици. Освен цветя Билокур рисува пейзажи и портрети. 
През 50-те години на ХХ век Билокур прави първите си опити да рисува акварел. Най-добрите ѝ творби от това време – „Село Богдановка през септември“, „Отвъд селото“ (1956), „Ранна пролет“ (1958), „Есен“ (1960) – се отличават с изключителна емоционална изразителност. През последните години от живота си, белязани от тежко заболяване, Билокур създава редица забележителни платна: „Маргаритки“ (1958), „Божури“ (1958), „Богдановски ябълки“ (1959), „Връз цветя“ (1960) и други.
Тя не работи често с акварел и сив молив, маслените бои я привличат повече. Разказва следното: „Сама правех четки – вземах косми с еднаква дължина от опашка на котка. Всяка боя има своя собствена четка. Сама разучих техниката на грундиране на платното“.

## Почит
- През 1977 г. в къщата на Билокур в село Богдановка е създадена Къща-музей на Катерина Билокур.[8]
- Има улици в Киев, Ирпен, Днипро[9] и Краматорск, кръстени на Катерина Билокур.
- През 2000 г. в нейна чест е пусната възпоменателна монета.[10]
- На 7 декември 2020 г. Google отбелязва 120-тата годишнина от рождения ден на Билокур с Google Doodle.[11]